# Jan III Sachsen-Lauenburg-Bergedorf-Mölln
Jan III von Sachsen-Lauenburg-Bergedorf-Mölln (ur. 1330, zm. 1356) – był najstarszym synem księcia Alberta IV von Sachsen-Lauenburg i Beaty Schwerin (zm. 1341), córki Gunzelina VI  hrabiego Schwerin. Jan III po śmierci ojca w 1343 został ksieciem Sachsen-Lauenburg-Bergedorf-Mölln. Zmarł bezpotomnie a jego następcą został jego młodszy brat Albert V.